# Solirubrobacter phytolaccae
Solirubrobacter phytolaccae es una especie de bacteria grampositiva del género Solirubrobacter. Fue descrita en el año 2014. Su etimología hace referencia a la planta Phytolacca. Es aerobia e inmóvil. Tiene un tamaño de 0,4-0,5 μm de ancho por 1,5-2,8 μm de largo. Catalasa positiva y oxidasa negativa. Forma colonias blancas, lisas, circulares, convexas y con márgenes regulares en agar R2A tras 2 días de incubación. Temperatura de crecimiento entre 15-33 °C, óptima de 28-30 °C. Tiene un contenido de G+C de 71%. Se ha aislado de la superficie de raíces de la planta Phytolacca acinosa en el monte Taibai, China.